# Europese kampioenschappen indooratletiek 2023 – 60 meter horden mannen
De 60 meter horden voor mannen op de Europese kampioenschappen indooratletiek 2023 vonden de series plaats op 4 maart en de halve finales en finale plaats op 5 maart 2023 en werd gehouden op de shorttrackbaan van Ataköy Arena in Istanbul in Turkije. Het was de vijfendertigste keer dat dit onderdeel op het programma stond. 
De Zwitserse Jason Joseph maakte zijn favorietenrol waar, door in de finale 7,41 s; de Europese leiding een nieuw nationaalrecord en de gouden plak wist te winnen. De Pool Jakub Szymański won het zilver in 7,56 s. Het brons ging naar de Fransman Just Kwaou-Mathey in 7,59 s.

## Records
Voorafgaand aan het toernooi waren dit het Wereldrecord, Europees record, Kampioenschapsrecord en de Wereld-, Europese leiding.
| Wereldrecord         | Grant Holloway | 7,29 s | Gallur       | 24 februari 2021 |
| Wereldrecord         | Grant Holloway | 7,29 s | Belgrado     | 20 maart 2022    |
| Europees record      | Colin Jackson  | 7,30 s | Sindelfingen | 6 maart 1994     |
| Kampioenschapsrecord | Colin Jackson  | 7,39 s | Parijs       | 12 maart 1994    |
| WL                   | Grant Holloway | 7,35 s | Birmingham   | 25 februari 2023 |
| EL                   | Jason Joseph   | 7,44 s | St. Gallen   | 19 februari 2023 |

## Resultaten

### Series
De eerste drie van elke serie kwalificeerden zich direct voor de halve finales. Van de overgebleven atleten kwalificeerden de vier tijdsnelsten zich ook voor de halve finales.

#### Serie 1
| Rang | Atleet                | Land                | Tijd (s) | Bijz. |
| ---- | --------------------- | ------------------- | -------- | ----- |
| 1    | Jason Joseph          | Zwitserland         | 7,61     | Q     |
| 2    | Milan Trajković       | Cyprus              | 7,71     | Q     |
| 3    | David King            | Verenigd Koninkrijk | 7,75     | Q     |
| 4    | Bálint Szeles         | Hongarije           | 7,76     | q     |
| 5    | Abdel Kader Larrinaga | Portugal            | 7,77     | q     |
| 6    | Kevin Sánchez         | Spanje              | 7,77     | q     |
| 7    | Alin Ionuț Anton      | Roemenië            | 7,89     |       |

#### Serie 2
| Rang | Atleet            | Land      | Tijd (s) | Bijz. |
| ---- | ----------------- | --------- | -------- | ----- |
| 1    | Just Kwaou-Mathey | Frankrijk | 7,63     | Q     |
| 2    | Jakub Szymański   | Polen     | 7,65     | Q     |
| 3    | Hassane Fofana    | Italië    | 7,79     | Q     |
| 4    | Tim Eikermann     | Duitsland | 7,80     |       |
| 5    | Ilari Manninen    | Finland   | 7,87     |       |
| 6    | Luka Trgovčević   | Servië    | 7,91     |       |
| 7    | Dániel Eszes      | Hongarije | 8,03     |       |
| 8    | Daniel Cisneros   | Spanje    | 8,24     |       |

#### Serie 3
| Rang | Atleet             | Land        | Tijd (s) | Bijz. |
| ---- | ------------------ | ----------- | -------- | ----- |
| 1    | Enrique Llopis     | Spanje      | 7,63     | Q     |
| 2    | Krzysztof Kiljan   | Polen       | 7,67     | Q     |
| 3    | Lorenzo Simonelli  | Italië      | 7,72     | Q     |
| 4    | Dimitri Bascou     | Frankrijk   | 7,73     | q     |
| 5    | Finley Gaio        | Zwitserland | 7,79     |       |
| 6    | Max Hrelja         | Zwitserland | 7,84     |       |
| 7    | Santeri Kuusiniemi | Finland     | 7,95     |       |

#### Serie 4
| Rang | Atleet                  | Land        | Tijd (s) | Bijz. |
| ---- | ----------------------- | ----------- | -------- | ----- |
| 1    | Paolo Dal Molin         | Italië      | 7,71     | Q     |
| 2    | Elmo Lakka              | Finland     | 7,75     | Q     |
| 3    | Vladimir Vukicevic      | Noorwegen   | 7,76     | Q     |
| 4    | Pascal Martinot-Lagarde | Frankrijk   | 7,79     |       |
| 5    | Konstantinos Douvalidis | Griekenland | 7,82     | SB    |
| 6    | Mikdat Sevler           | Turkije     | 7,83     |       |
| 7    | Damian Czykier          | Polen       | 7,95     |       |
| 8    | Mathieu Jaquet          | Zwitserland | 8,10     |       |

### Halve finales
De eerste drie van elke halve finale kwalificeerden zich direct voor de finale. Van de overgebleven atleten kwalificeerden de twee tijdsnelsten zich ook voor de finale.

#### Halve finale 1
| Rang | Atleet             | Land        | Tijd (s) | Bijz. |
| ---- | ------------------ | ----------- | -------- | ----- |
| 1    | Jason Joseph       | Zwitserland | 7,50     | Q     |
| 2    | Jakub Szymański    | Polen       | 7,54     | Q     |
| 3    | Paolo Dal Molin    | Italië      | 7,62     | Q     |
| 4    | Lorenzo Simonelli  | Italië      | 7,74     | Q     |
| 5    | Kevin Sánchez      | Spanje      | 7,75     |       |
| 6    | Vladimir Vukicevic | Noorwegen   | 7,75     |       |
| 7    | Elmo Lakka         | Finland     | 7,83     |       |
| —    | Dimitri Bascou     | Frankrijk   | DNF      |       |

#### Halve finale 2
| Rang | Atleet                | Land                | Tijd (s) | Bijz. |
| ---- | --------------------- | ------------------- | -------- | ----- |
| 1    | Enrique Llopis        | Spanje              | 7,58     | Q     |
| 2    | Just Kwaou-Mathey     | Frankrijk           | 7,61     | Q     |
| 3    | Krzysztof Kiljan      | Polen               | 7,67     | Q     |
| 4    | David King            | Verenigd Koninkrijk | 7,68     | Q     |
| 5    | Hassane Fofana        | Italië              | 7,71     | SB    |
| 6    | Milan Trajković       | Cyprus              | 7,73     |       |
| 7    | Abdel Kader Larrinaga | Portugal            | 7,81     |       |
| 8    | Bálint Szeles         | Hongarije           | 8,15     |       |

### Finale
| Rang   | Atleet            | Land                | Tijd (s) | Bijz.  |
| ------ | ----------------- | ------------------- | -------- | ------ |
| Goud   | Jason Joseph      | Zwitserland         | 7,41     | EL, NR |
| Zilver | Jakub Szymański   | Polen               | 7,56     |        |
| Brons  | Just Kwaou-Mathey | Frankrijk           | 7,59     |        |
| 4      | Lorenzo Simonelli | Italië              | 7,59     | PB     |
| 5      | Paolo Dal Molin   | Italië              | 7,62     |        |
| 6      | Krzysztof Kiljan  | Polen               | 7,63     |        |
| 7      | David King        | Verenigd Koninkrijk | 7,71     |        |
| —      | Enrique Llopis    | Spanje              | DNF      |        |